# ハリウニ・ボルドバータル
ハリウニ・ボルドバータル（Khaliuny Boldbaatar 1971年10月20日- ）はモンゴルのウランバートル出身の柔道選手。階級は71kg級と73kg級。

## 人物
1991年のアジア選手権71kg級で2位になった。1992年のバルセロナオリンピックでは3回戦でハンガリーのハイトシュ・ベルタランに背負投で敗れるなどして7位だった。1994年のアジア大会では3位だった。1996年のアトランタオリンピックでは準決勝で中村兼三に警告で敗れると、3位決定戦でもフランスのクリストフ・ガグリアーノに合技で敗れて5位に終わった。1997年の世界選手権では5位だった。1998年のアジア大会73kg級では決勝で中村を効果で破って優勝した。1999年の嘉納杯で3位になると、ユニバーシアードでは優勝した。

## 主な戦績
71kg級での戦績
- 1991年 -　アジア選手権　2位
- 1992年 - バルセロナオリンピック　7位
- 1994年 - 世界軍人選手権大会　3位
- 1994年 -　アジア大会　3位
- 1995年 - チェコ国際　優勝
- 1995年 - ポーランド国際　優勝
- 1995年 -　アジア選手権　3位
- 1996年 - アトランタオリンピック　5位
- 1997年 - オランダ国際　2位(78kg級)
- 1997年 -　東アジア大会　2位
- 1997年 - 世界選手権　5位
- 1997年 -　アジア選手権　2位

73kg級での戦績
- 1998年 - チェコ国際　優勝
- 1998年 - ポーランド国際　優勝
- 1998年 -　アジア大会　優勝
- 1999年 -　嘉納杯　3位
- 1999年 -　アジア選手権　2位
- 1999年 - ユニバーシアード　優勝
- 2001年 -　アジア選手権　3位

(出典)。